# I månens skær
I månens skær (originaltitel The moon below) er en roman fra 1990, skrevet af Barbara Bickmore.  Den udkom på dansk i 2004, oversat af Vivi Berendt. 

## Handling
Den handler om den meget unge Hallie, der rejser fra den triste kulmineby New Castle (Året er 1809). Hun rejser væk for at opleve et eventyr. Men rejsen har også et formål. Hun skal med et skib til nybyggerlandet Australien. Der skal hun giftes med hendes barndomsven Chad. Han er rejst fra England en del år før, og har nu slået sig ned på en fårefarm. 
På den 9 måneder lange rejse, bliver Hallie alvorligt syg, hun får blindtarmsbetændelse (farlig sygdom dengang), men hun bliver reddet af lægen Tristan. Han er straffefange, men skal i en nødsituation redde Hallies liv. Efter operationen bliver han på  skibet og der opstår meget varme følelser mellem de to. Men da de når til Australien må deres veje skilles. Hallie møder hendes nye mand, og bliver gift og får en del børn. Men på et tidspunkt må han rejse tilbage til England. Hallie er nu alene, hun ved ikke hvornår eller om hun nogensinde ser hendes mand igen. Og så sker det uundgåelige, Tristan og Hallie mødes endnu engang. De varme følelser er der med det samme. 
| Bog | Spire Denne artikel om bøger og tidsskrifter er en spire som bør udbygges. Du er velkommen til at hjælpe Wikipedia ved at udvide den. |